# Balkan Beat Box (album)
 (novembre 2023).
Si vous disposez d'ouvrages ou d'articles de référence ou si vous connaissez des sites web de qualité traitant du thème abordé ici, merci de compléter l'article en donnant les références utiles à sa vérifiabilité et en les liant à la section « Notes et références ».
Albums de Balkan Beat Box
Nu Med
(2007)
Balkan Beat Box est le premier album du groupe new-yorkais Balkan Beat Box.

## Liste des morceaux
1. Cha Cha
2. Bulgarian Chicks
3. Adir Adirim
4. 9/4 the Ladies
5. Shushan
6. Ya Man
7. Gross
8. Sunday Arak
9. Hassan's Mimuna
10. Meboli
11. La Bush Resistance

## Musiciens invités
- Itamar Ziegler : basse, guitare
- Dana Leong : trombone, trompette
- Vlada Tomova : chant sur Bulgarian Chicks et Meboli
- Kristin Espeland : chant sur Bulgarian Chicks
- Victoria Hanna : chant sur Adir Adirim
- Shushan : chant sur Shushan
- Hassan Ben Jaafar : chant sur Sunday Arak